# Эллигер, Оттомар
Оттомар (Отмар) Эллигер Второй, или Младший (швед. Ottomar Elliger ; 1666—1735) — голландский рисовальщик, живописец и гравёр исторического и мифологического жанров. С 1727 года работал при Императорской Санкт-Петербургской академии наук; сын Оттомара Эллигера I (Старшего) (1633—1679), отец Оттомара Эллигера III.

## Биография
О его детстве информации практически не сохранилось; прочие биографические сведения о художнике также скудны и отрывочны; известно лишь, что Оттомар Эллигер родился 19 февраля 1666 года в Гамбурге, был сыном и учеником известного голландского живописца Оттомара Эллигера I (Старшего).
После смерти отца в 1679 году продолжил обучение в Амстердаме у Герарда де Лересса. Работал по живописным оригиналам других художников. В 1716—1717 годах он выполнил несколько заказов курфюрста Майнца. В Амстердаме российский посланник Кристоффель ван Брантс (Christoffel van Brants) заключил с художником соглашение, согласно которому он поступил на службу к русскому царю Петру I и отправился в Санкт-Петербург, где был назначен гравёром в Санкт-Петербургскую академию наук. В 1726 году выполнял гравюры ко второму тому академических комментариев. Эллигер привёз с собой в Российскую империю своего помощника, резчика литер и ландкартного гравёра, отставного флотского вице-адмирала Кейзера.
Под руководством Эллигера в 1731 году были награвированы доски к описанию коронования императрицы Анны Иоанновны; из этих досок, выполненных достаточно тонко и отчётливо (подробный перечень см. у Д. А. Ровинского), четыре подписаны именем Эллигер. Помимо этих работ, ему принадлежит также гравированный портрет императора Петра II и гравированные заглавные литеры с различными украшениями.
Оттомар Эллигер II скончался 10 ноября 1735 года в Санкт-Петербурге (исправлено по новейшим источникам), но после его кончины в Академии наук продолжал работать его сын Оттомар Эллигер III, который ненадолго пережил отца и умер в 1735 году также в Санкт-Петербурге. По причине сходства имён атрибуция гравюр отца и сына затруднена.

## Галерея

Вакханалия. Бумага, сепия, перо, кисть. Национальный музей изобразительных искусств, Стокгольм
Распятие. Бумага, тушь, перо, кисть. Частное собрание
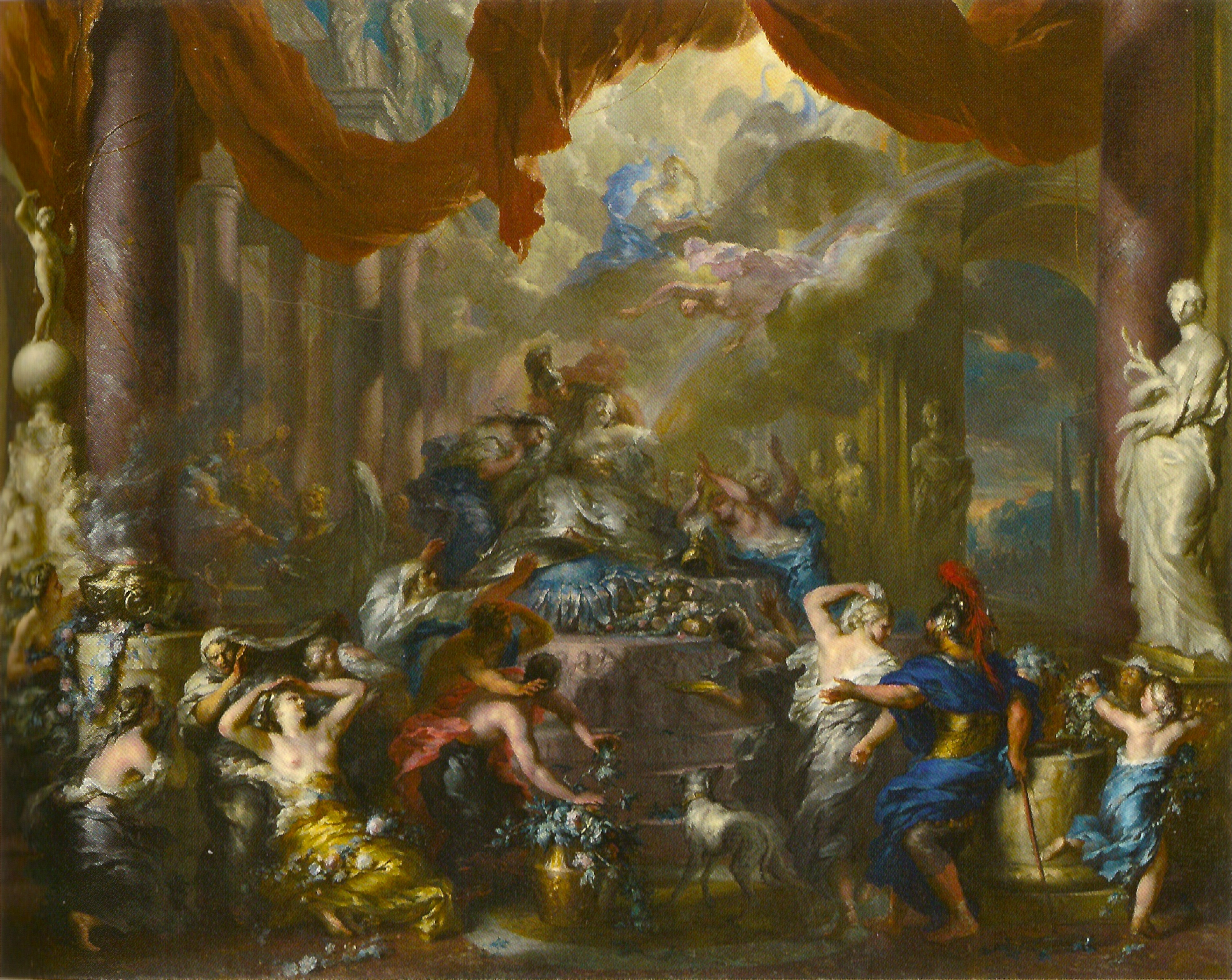
Смерть Дидоны. Холст, масло. Баварские государственные собрания картин, Новый замок, Байрейт
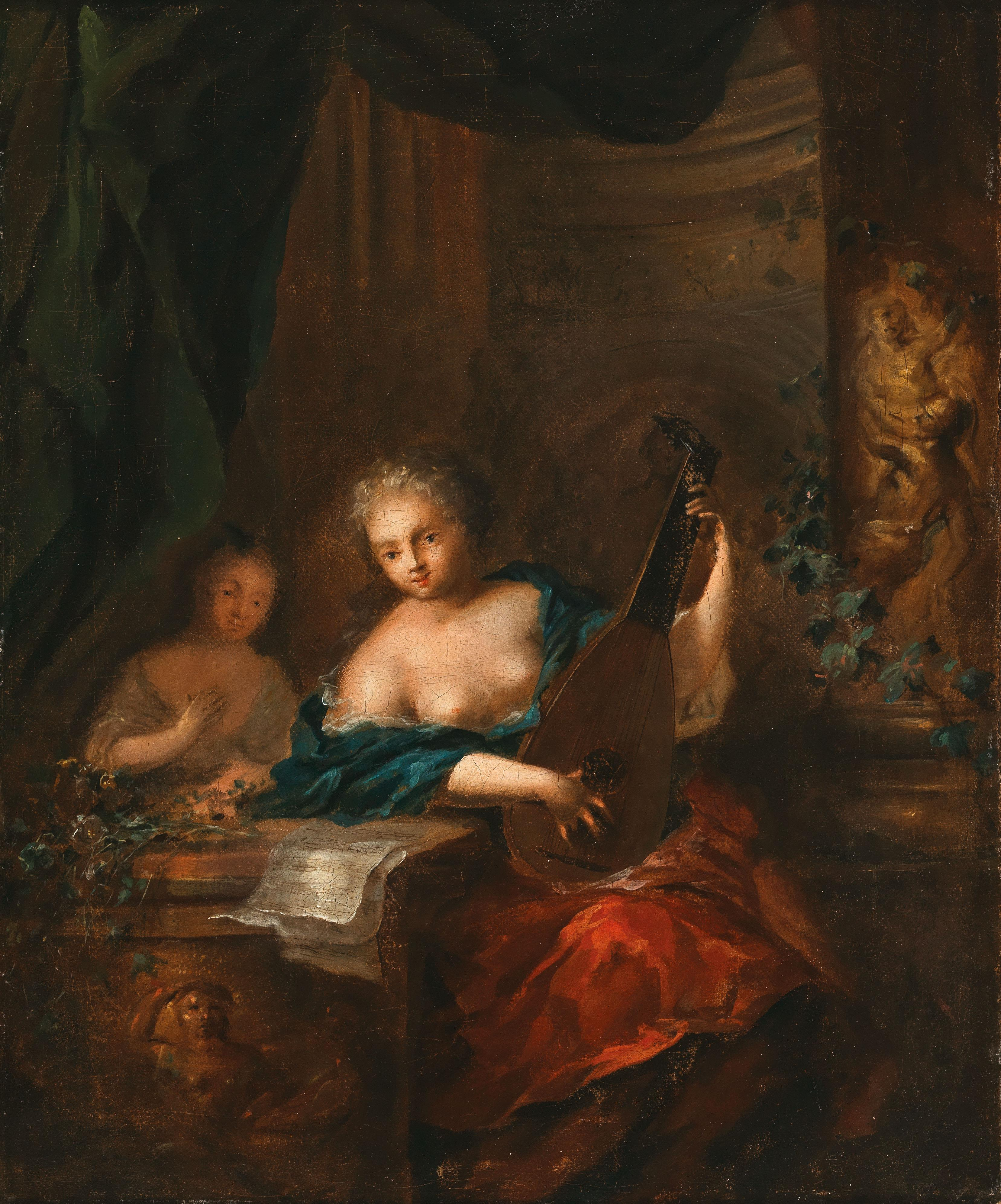
Молодая женщина, играющая на лютне. До 1735. Холст, масло. Частное собрание
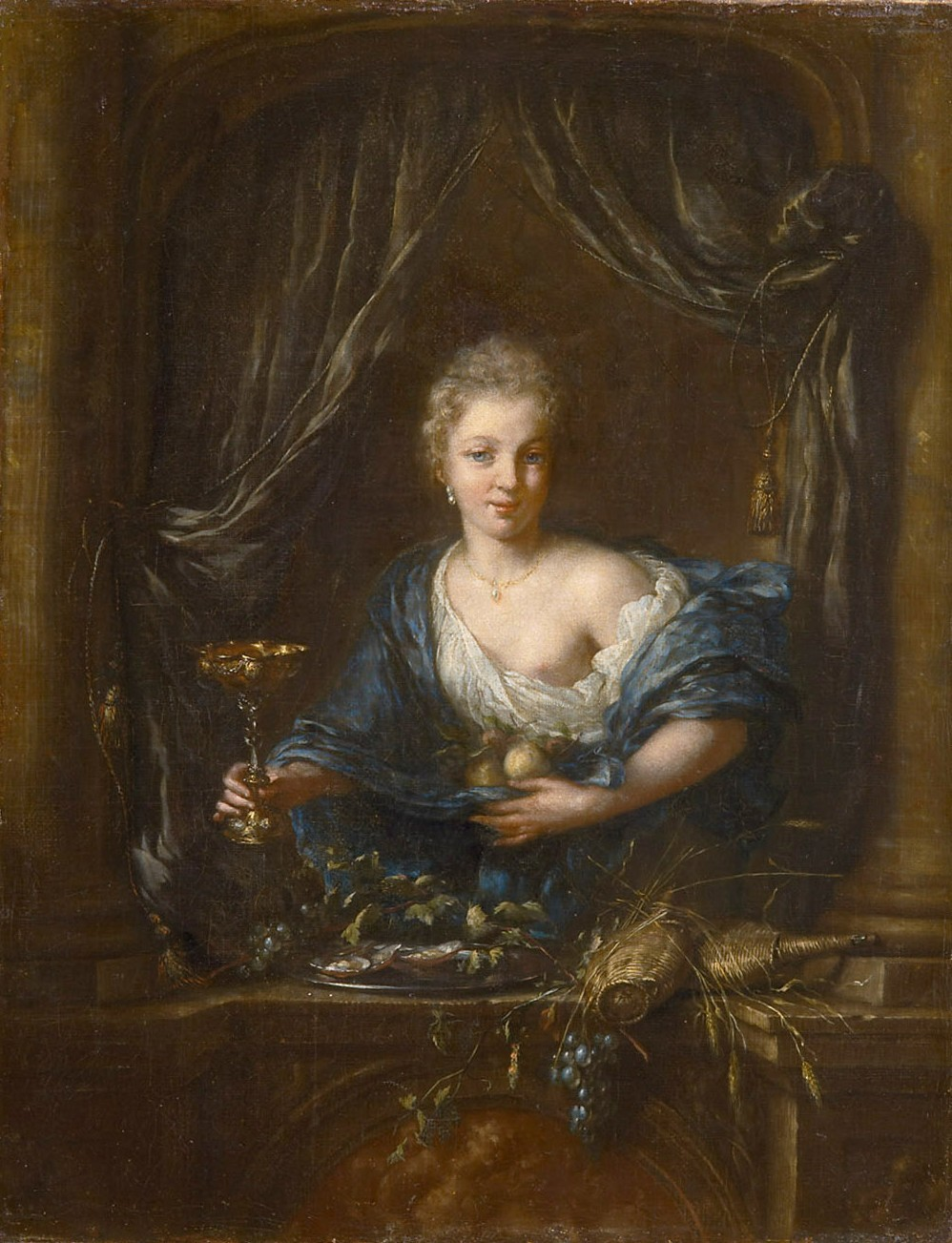
Женщина с бокалом у окна. 1714. Холст, масло. Музей истории искусств, Вена
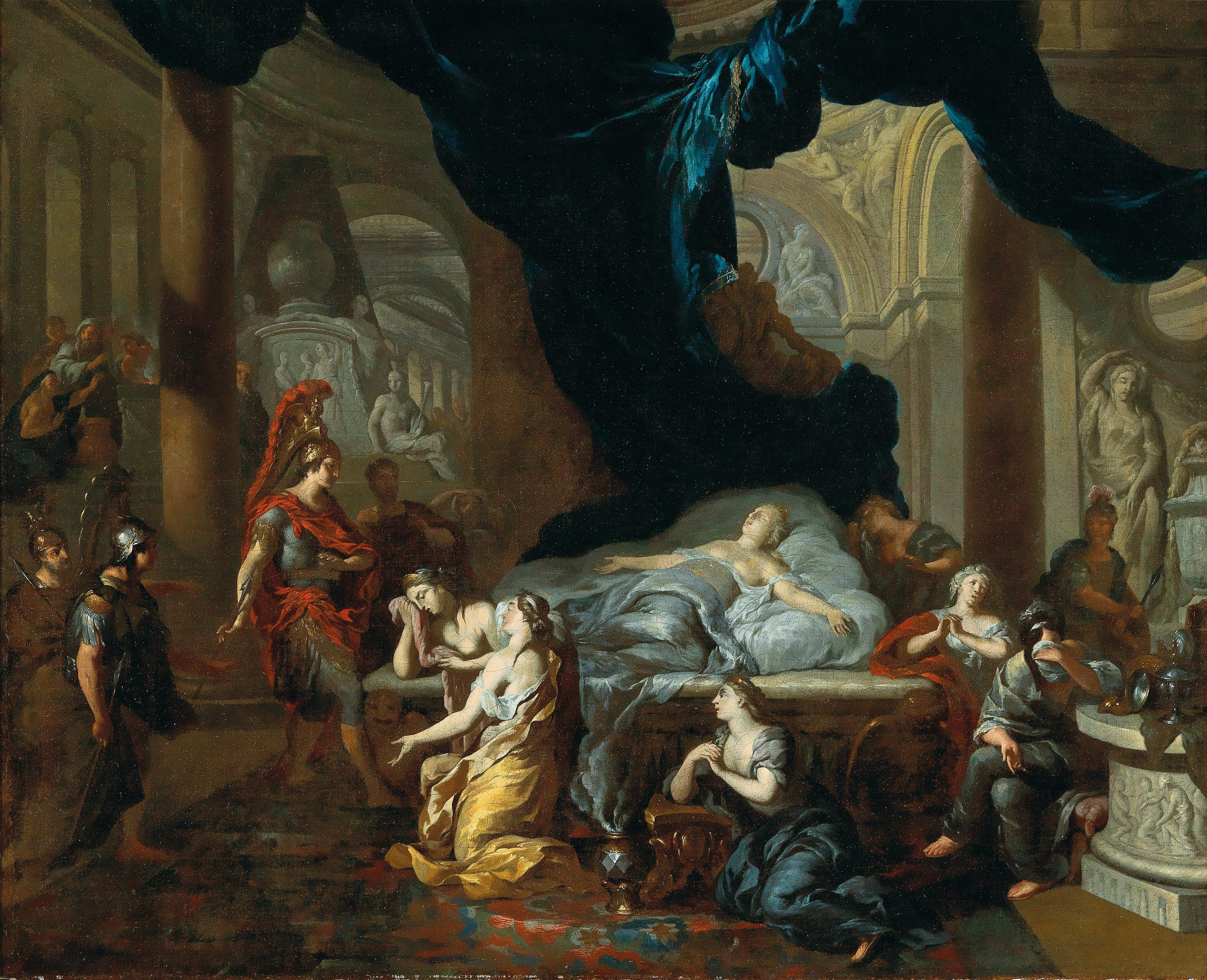
Смерть Клеопатры. Холст, масло. Частное собрание
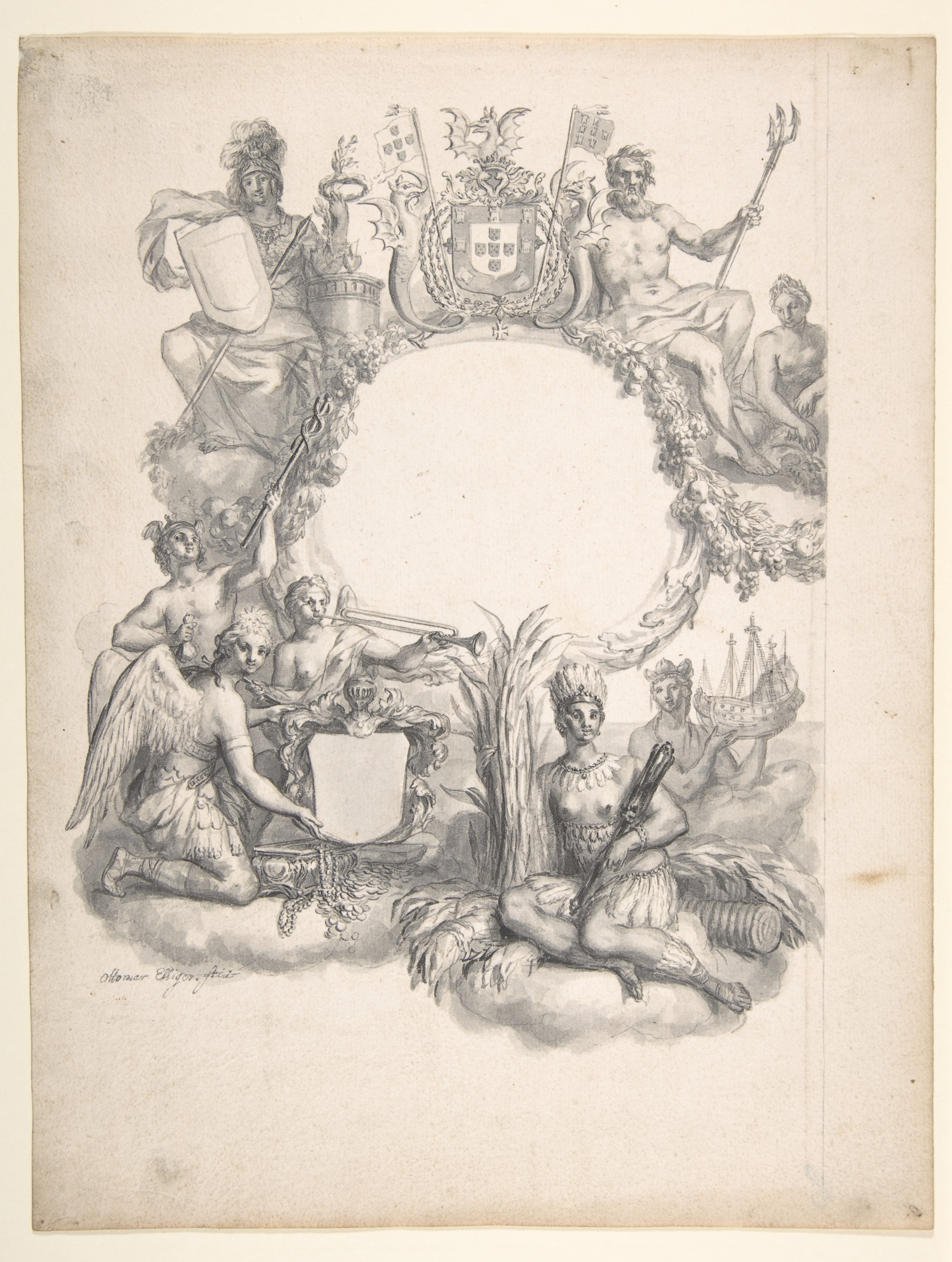
«Аллегория Бразилии». Рисунок фронтисписа. Бумага, чернила, перо, кисть. Метрополитен-музей, Нью-Йорк